# Nauset

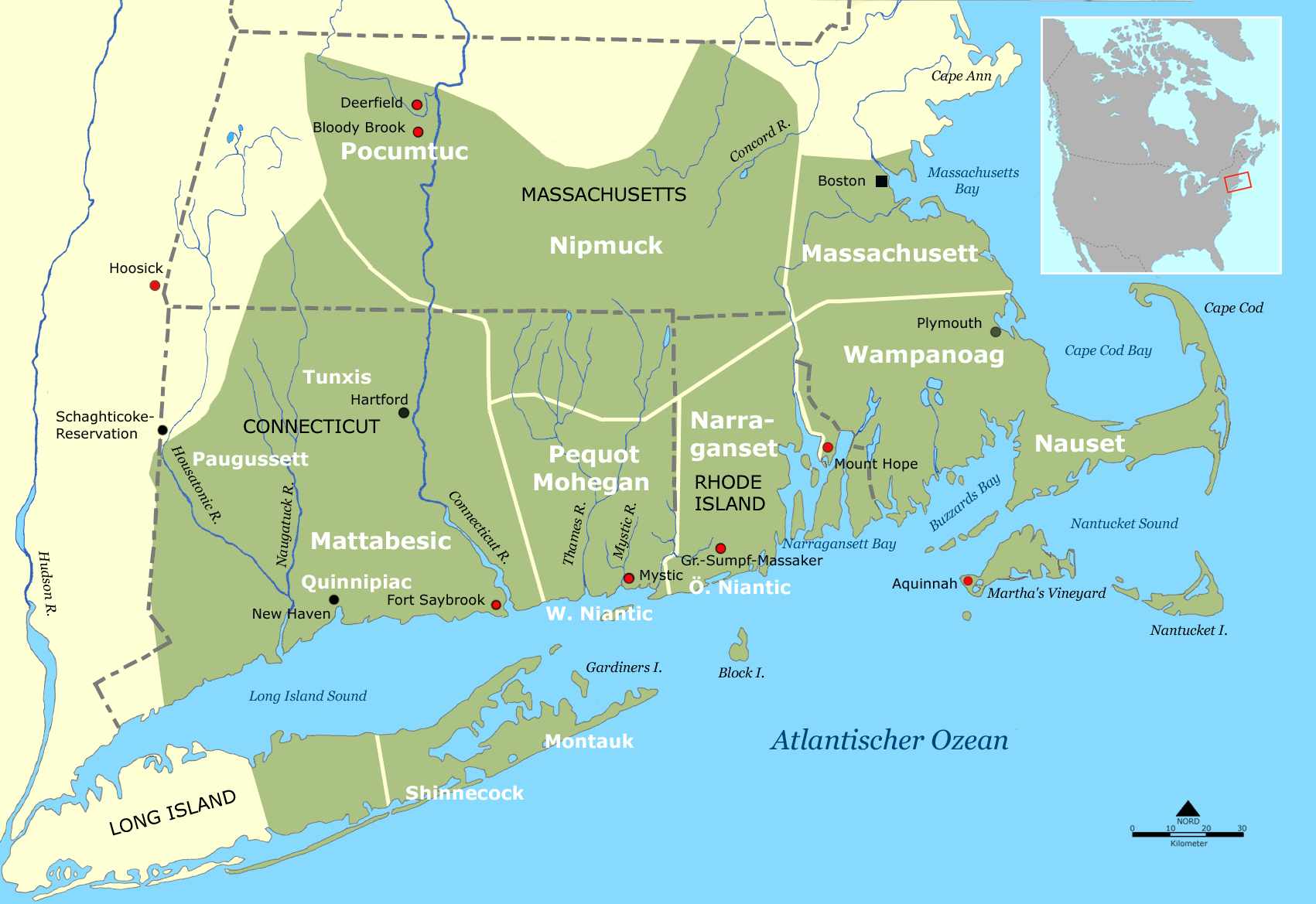
Wohngebiet der Nauset und benachbarter Stämme um 1600

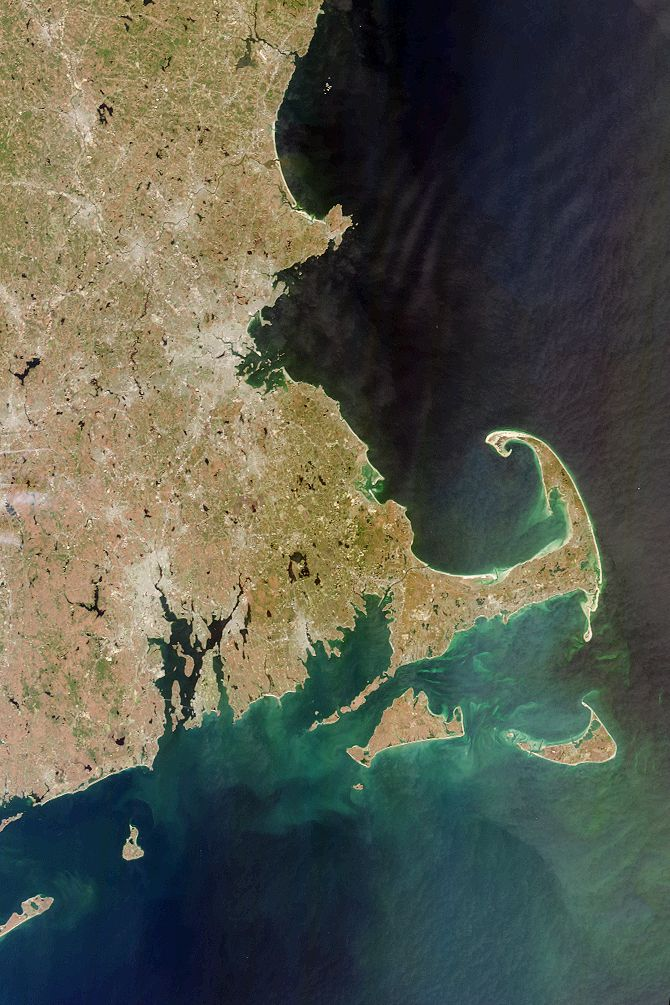
Satellitenbild von Cape Cod

Die Nauset waren Algonkin sprechende Indianer des östlichen Nordamerikas, die früher die Halbinsel Cape Cod im Südosten von Massachusetts bewohnten und eine Variante des Massachusett sprachen. Sie waren eng mit den Wampanoag, Narraganset und Niantic verwandt und ihre Kultur und Lebensweise unterschied sich kaum von der ihrer Nachbarn, mit Ausnahme ihrer stärkeren Abhängigkeit von Meeresfrüchten. Ihre Identität ist heute erloschen, da sich die letzten Stammesangehörigen im 18. Jahrhundert mit anderen Gruppen mischten.

## Name
Der Name ihres Hauptdorfes war zugleich die Stammesbezeichnung, wie das bei vielen Stämmen des südlichen Neuenglands der Fall war. Die Bedeutung ist allerdings unbekannt. Außerdem gab es etwa 24 weitere namentlich bekannte Dörfer der Nauset auf dem südlichen Cape Cod, deren Bewohner um 1680 in fünf Gebetsstädten namens Coatuit, Mashpee (Marshpee), Mattakesset (Mattachiest, Mattakees), Meeshawn (Mushawn) und Waquoit (Wakoquet, Weequakut) der Region lebten.

## Geschichte

### Erste europäische Kontakte
Im Laufe des 16. Jahrhunderts erschienen in jedem Jahr zahlreiche europäische Entdecker, Händler, Fischer und Abenteurer an der Küste Neuenglands. Durch ihre exponierte Wohnlage auf Cape Cod hatten die Nauset schon frühzeitig Kontakt mit Europäern, und diese Treffen waren nicht immer friedlicher Natur. So kamen englische Schiffe auf der Heimfahrt aus der Karibik mit dem Golfstrom nach Norden an die Küste Neuenglands. Bisweilen fingen Kapitäne Indianer ein, um sie als Sklaven in Europa zu verkaufen. Aus diesem Grund waren die Nauset den Europäern gegenüber feindlicher eingestellt, als das bei den benachbarten Wampanoag der Fall war. Diese Erfahrung machte auch Samuel de Champlain, als er 1606 mit seiner französischen Expedition Cape Cod besuchte. 1614 nahm Kapitän Thomas Hunt sieben Nauset und zwanzig Patuxet gefangen, um sie später als Sklaven in Spanien zu verkaufen. Einer der Patuxet war Squanto, der später als Helfer der Pilgerväter bekannt wurde. Doch weitaus tragischer war die Krankheit, die vermutlich von Thomas Hunts Mannschaft bei den Nauset und Wampanoag eingeschleppt worden war. Die Epidemie breitete sich in drei Wellen aus und tötete zwischen 1614 und 1617 etwa 75 Prozent aller indianischen Ureinwohner Neuenglands und der maritimen Provinzen Kanadas.

### Die Mayflower

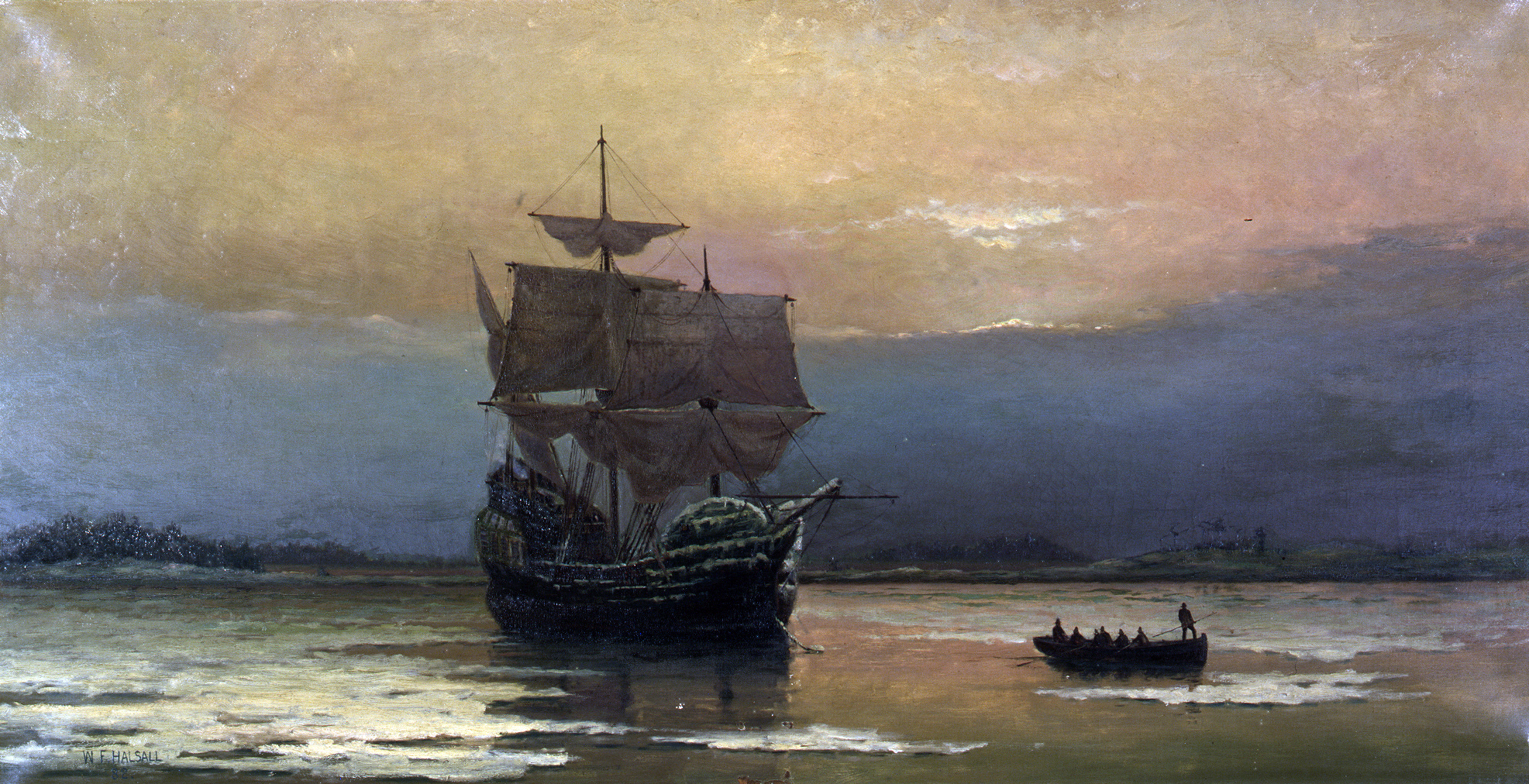
Mayflower in Plymouth, von William Halsall (1882)

Das Ziel der Mayflower, die sechs Jahre später mit 102 Passagieren vor der Küste erschien, war vermutlich die Mündung des Hudson Rivers. Stürme auf See und Mangel an Nahrung veranlassten den Kapitän, im November 1620 in die Cape Cod Bay zu segeln und an der Westküste Cape Cods in der Nähe des heutigen Provincetowns Anker zu werfen. Es wurden einige Leute ausgeschickt, die nach Nahrung suchen sollten. Sie fanden eine Begräbnisstätte der Nauset, die mit den Toten der jüngsten Epidemie bedeckt war. Die Engländer entdeckten Mais in der Nähe der Gräber und begannen den Boden aufzuwühlen, weil sie dort noch mehr Vorräte vermuteten. Auf die Entweihung ihres Begräbnisortes antworteten die Nauset mit wütenden Angriffen ihrer Krieger und die Engländer flüchteten zurück aufs Schiff. Die Mayflower segelte daraufhin über die Bucht und entlud ihre menschliche Fracht an der Stelle des heutigen Plymouth. Mit den Nauset hatten die Pilgerväter zwar schlechte Erfahrungen gemacht, doch die Fürsprache des Wampanoag-Sachems Massasoit verbesserte die Beziehungen zwischen Engländern und Indianern.
Anfang 1621 verirrte sich ein kleiner Junge aus Plymouth in den dichten Wäldern der Umgebung. Jagende Nauset fanden ihn dort und brachten ihn zu ihrem Obersachem Aspinet in ein Dorf jenseits der Bucht beim heutigen Truro. Die Engländer hörten vom Verbleib des Jungen und baten den Commaquid-Sachem Iyanough, ein Treffen zu arrangieren. Die Beziehungen zu den Nauset waren noch immer gespannt, doch nachdem sich die Engländer entschuldigt und den gestohlenen Mais vom vergangenen November bezahlt hatten, ließ Apinet den Jungen zurückbringen. Danach verbesserte sich das Verhältnis zwischen Nauset und Engländern und im Winter 1622, so wird vermutet, hat Aspinet Lebensmittel nach Plymouth bringen lassen und so manchen der Pilger vor dem Hungertod gerettet. Anfangs blieben die Nauset in ihrem Wohngebiet auf Cape Cod von englischen Siedlungen verschont. Eine Ausnahme bildete die kleine Gemeinde in Wessgusset, die 1622 gegründet wurde. Unglücklicherweise war dieser Ort der Ausgangspunkt einer neuen Epidemie, der 1623 sowohl Aspinet als auch Iyannough zum Opfer fielen. Das heute als Hyannis bekannte Gebiet wurde nach dem Nauset-Sachem Iyannough benannt.

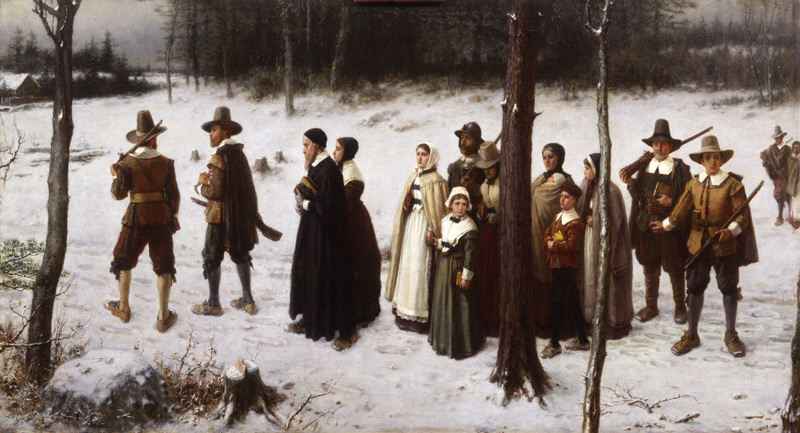
Pilgerväter auf dem Weg zur Kirche von George Henry Boughton (1867)

### Gebetsstädte
Während des Pequot-Krieges (1637) war ein Indianerjunge in Gefangenschaft der Kolonisten geraten und lernte bei dieser Gelegenheit die englische Sprache. Da dieser Jugendliche nun sowohl seine Algonkin-Sprache als auch Englisch beherrschte, holte ihn John Eliot, ein puritanischer Pfarrer in Roxbury, als Dolmetscher in sein Haus. Diese Zusammenarbeit führte schon bald zu einem der bemerkenswertesten Missionierungsprojekte, zu den Gebetsstädten (engl. Praying Towns) bei den Massachusetts, Wampanoag und Nauset. Die Gebetsstädte der Nauset hießen: Coatuit, Mashpee, Mattakesset, Meeshawn und Waquoit.
Um 1640 begann John Elliot mit seiner missionarischen Arbeit und hatte die meisten Nauset zum Christentum konvertiert, als der King Philip’s War (1675–1676) ausbrach. Anders als viele der betenden Indianer (engl. Praying Indians) aus den übrigen Stämmen der Region beteiligten sich die Nauset nicht am Aufstand, sondern blieben loyal gegenüber den Engländern. Die Kolonisten aber misstrauten allen Indianern, waren sie nun Christen oder nicht, siedelten die Nauset in ein Lager um, das sie Plantation of confinement (dt.: Gefängnis-Plantage) nannten und auf einer Insel im Bostoner Hafen lag. Im letzten Kriegsjahr dienten viele Nauset-Krieger der britischen Armee als freiwillige Kundschafter. Die auf der Insel im Bostoner Hafen internierten christlichen Indianer überließ man ihrem Schicksal. Bei Kriegsende waren viele verhungert und sie mussten erkennen, dass die Engländer sie nie als gleichberechtigte Glaubensbrüder anerkennen würden.
Nach Kriegsende wurden einige Gebetsstädte neu besiedelt. Aber nur in Mashpee auf Cape Cod und Gay Head auf Martha’s Vineyard, wo Land für Reservate ausgewiesen wurde, konnten die Bewohner dauerhaft bleiben und eine Art stammemäßiger Einheit bewahren.

### Mashpee
In Massachusetts war Mashpee auf Cape Cod das größte der Reservate. Den Indianern dort wurden im Jahre 1660 etwa 50 Quadratmeilen (129,5 km²) zugewiesen und seit 1665 regierten sie sich selbst. Das Gebiet wurde 1763 in den Distrikt von Mashpee integriert, aber 1788 widerrief der Staat die Selbstverwaltung, die er als Misserfolg einschätzte, und setzte zur Beaufsichtigung einen aus fünf weißen Mitgliedern bestehenden Ausschuss ein. Ein gewisses Maß an Selbstverwaltung wurde im Jahre 1834 wieder eingeführt. Obwohl die Indianer weit entfernt von einer wirklichen Selbständigkeit waren, konnte man das Experiment dieses Mal als erfolgreicher beurteilen. Ihr Land wurde 1842 aufgeteilt, indem man 2.000 von ihren 13.000 Acres (8,092 bzw. 52,598 km²) in Parzellen von 60 Acres (242.760 m²) an jede Familie verteilte. Viele Gesetze aus dieser Zeit zeugen von ständigen Problemen durch Übergriffe der Weißen, die Holz aus dem Reservat stahlen. Es war ein großes Gebiet, einst reich an Wald, Fisch und Wild, und deshalb begehrenswert für die Weißen. Die Mashpee-Indianer hatten deshalb mehr Konflikte mit ihren weißen Nachbarn als andere indianische Siedlungen im Staat.

### Akkulturation
Die Jahre von 1700 bis 1900 waren von langsamer Akkulturation gekennzeichnet und brachten Veränderungen in das wirtschaftliche, kulturelle und religiöse Leben der Indianer im südlichen Neuengland. Ackerbau in der Art der englischen Siedler wurde von den Indianern lange Zeit abgelehnt. Stattdessen war das meiste Reservatsland an weiße Farmer verpachtet und die Indianer lebten von dem Geld, das sie dafür erhielten. Außerdem hatten sie Einnahmen aus dem Verkauf von Holz aus ihren Ländereien, obwohl gelegentliche Kahlschläge den Wert des Landes und die Aussicht, einen produktiven Wald zu bewahren, minderten. Jagen in großem Maßstab war nicht mehr möglich, manche Gruppen jedoch fischten für ihren Lebensunterhalt und stellten Zucker her. Herstellung und Verkauf von handwerklichen Gegenständen, wie Bürsten, Besen und Körbe mit und ohne Muster, waren eine zusätzliche Einkommensquelle für viele Reservatsindianer. Andererseits waren Jobs schwer zu bekommen und oft gab es für Indianer und Schwarze nur Hilfsarbeiten zu niedrigen Löhnen.
Die traditionellen Wigwams wurden für Häuser in englischem Stil aufgegeben. Englische Kleidung und Haushaltswaren waren leicht zu haben und der Wechsel zu englischer Materialkultur, der im 17. Jahrhundert begann, wurde praktisch im 19. Jahrhundert vollendet. Im Laufe der dazwischenliegenden beiden Jahrhunderte verschwanden die Sprachen der Ureinwohner fast völlig. In Schulen und bei Jobs lernte man Englisch und im frühen 20. Jahrhundert erinnerten sich nur noch einige ältere Leute an eine Handvoll indianischer Wörter.
Die schwindende Bevölkerungszahl und die Mischung mit Schwarzen und Weißen hatte oft den Verlust der indianischen Identität zur Folge. Epidemien und Kriege waren der Hauptgrund für die hohe Sterblichkeitsrate und in zeitgenössischen Berichten werden oft die verheerenden Folgen der Trunksucht hervorgehoben. Seitdem beschleunigten sich unvermeidlich die Mischehen mit Nichtindianern aus Mangel an indianischen Männern.
Die Missionen, die man im 17. Jahrhundert gegründet hatte, wurden im King Philip’s War hart getroffen und die Missionsarbeit stockte für viele Jahre. Neue Gemeinden wie Stockbridge und Brotherton waren ebenso wichtige religiöse wie soziale Experimente und es gab große Anstrengungen, das Christentum in den indianischen Lebensstil zu integrieren. In den meisten Reservaten richtete man Schulen ein, obwohl viele von ihnen schließlich aus Mangel an staatlicher Unterstützung und indianischem Interesse aufgegeben wurden. In vielen Reservaten baute man Kirchen, die oft zentrale Punkte für das Zusammengehörigkeitsgefühl der Gemeinde wurden. Der starke missionarische Antrieb des 17. und frühen 18. Jahrhunderts erstarb, als der religiöse Eifer nachließ, aber die meisten Neuengland-Indianer waren zu dieser Zeit Mitglieder christlicher Kirchen, doch sie bewahrten ein paar Aspekte ihrer früheren Zeremonien und ihrer ehemaligen Religion.

## Demografie
Vor den verheerenden Epidemien zu Beginn des 17. Jahrhunderts gab es vermutlich nicht mehr als 1.500 Stammesangehörige. Im Jahr 1621 schätzte man die Nauset nur noch auf etwa 500 Angehörige und diese Zahl blieb bis 1675 nahezu konstant. Nach Ende des King Philip’s Wars nahmen die Nauset Überlebende benachbarter Stämme auf, die entweder vor dem Krieg geflohen waren oder durch englische Siedlungen vertrieben wurden. Die gemischte Gruppe von etwa 600 Personen fand man am Ende des 17. Jahrhunderts in der Gebetsstadt Mashpee, deren Einwohner um 1710 jedoch durch eine Epidemie auf 300 Angehörige schrumpften. Inzwischen wurden die Einwohner Mashpees insgesamt als Wampanoag bezeichnet, ungeachtet der Tatsache, dass es sich zum Teil um Nachkommen der Nauset handelte. Heute gibt es etwa 1.100 Mashpee-Wapanoag.
| Jahr | Anzahl | Anmerkung                   | Quelle          |
| ---- | ------ | --------------------------- | --------------- |
| 1600 | 1.200  | Schätzung                   | James Mooney    |
| 1621 | 500    | -                           | John R. Swanton |
| 1698 | 515    | nach dem King Philip’s War  | Swanton         |
| 1700 | 500    | Berechnung                  | NAHDB*          |
| 1767 | 292    | -                           | Swanton         |
| 1800 | 300    | Berechnung                  | NAHDB*          |
| 1900 | 300    | Berechnung                  | NAHDB*          |
| 1920 | 230    | Schätzung, alles Mischlinge | Frank G. Speck  |
| 2000 | 1.000  | Berechnung                  | NAHDB*          |

*Native American Historical Data Base